# Zegzel
Zegzel (franska: Zegzel (CR), Zegzel (Commune Rurale), arabiska: السعيدية (البلدية)) är en kommun i Marocko.   Den ligger i provinsen Berkane och regionen Oriental, i den nordöstra delen av landet, 400 km öster om huvudstaden Rabat. Antalet invånare är 16 065.